# Вжосувка (Люблінське воєводство)
Вжосувка (пол. Wrzosówka) — село в Польщі, у гміні Новодвур Рицького повіту Люблінського воєводства.
Населення — 133 особи (2011).
У 1975-1998 роках село належало до Люблінського воєводства.

## Демографія
Демографічна структура станом на 31 березня 2011 року:
|          | Загалом | Допрацездатний вік | Працездатний вік | Постпрацездатний вік |
| -------- | ------- | ------------------ | ---------------- | -------------------- |
| Чоловіки | 72      | 19                 | 44               | 9                    |
| Жінки    | 61      | 14                 | 30               | 17                   |
| Разом    | 133     | 33                 | 74               | 26                   |